# تمرد جبهة–حزب التحرر الشعبي الثوري في تركيا
يشير تمرد جبهة–حزب التحرر الشعبي الثوري في تركيا إلى التمرد الماركسي اللينيني الذي شنته جبهة–حزب التحرر الشعبي الثوري (DHKP / C) ضد جمهورية تركيا، المستمر منذ عام 1990. بدأ التمرد بالاغتيالات السياسية في أوائل التسعينيات، وتصاعد في السنوات القليلة الماضية باستخدام المفجرين الانتحاريين.

## الخلفية
تم تشكيل المنظمة في الأصل عام 1978 على يد دورسون كاراتاش بصفته يسارًا ثوريًا (بالتركية: Devrimci Sol أو Dev Sol)، وهي فصيل منشق عن الطريقة الثورية ("Devrimci Yol")، والذي انشق عن جبهة حزب التحرر الشعبي التركي (THKP-C)، والتي كانت بدورها تابعة لاتحاد الشباب الثوري التركي (المعروف باللغة التركية باسم Dev Genç). كانت حملتها الأولى من العنف خلال الأزمة السياسية التركية (1976–80) .

## الجدول الزمني

### السنوات الأولى (1990–2001)
بدأت حملة جديدة ضد المصالح الأجنبية عام 1990، تضمنت هجمات ضد أفراد ومنشآت عسكرية ودبلوماسية أمريكية.
احتجاجًا على ما اعتبرته إمبريالية أمريكية خلال حرب الخليج الثانية، اغتالت جبهة–حزب التحرر الشعبي الثوري اثنين من أفراد الجيش الأمريكي، وجرحت ضابطًا في سلاح الجو وقصفت أكثر من 20 منشأة عسكرية وتجارية وثقافية تابعة للولايات المتحدة وحلف شمال الأطلسي.[بحاجة لمصدر]
قُتل المدير الإقليمي لفينيل -Brown & Root (VBR) جون غاندي في مكتبه في إسطنبول في فبراير 1991 على يد فريق Dev Sol الذي تمكن من الوصول إلى مبنى المكاتب من خلال ارتداء زي الشرطة الوطنية التركية،[بحاجة لمصدر] فبعد أن رُبط بالكرسي، أطلق عملاء Dev Sol النار عليه عدة مرات في رأسه. ثم كتبوا شعارات معادية للولايات المتحدة على جدران المكتب بدماء الضحية.[بحاجة لمصدر]
استخدمت Dev Sol حرفة تشغيلية مهنية ومحترفة لمكافحة التجسس. لقد استخدمت تقنيات متطورة للمراقبة والمراقبة المضادة، واستخدمت فرق اغتيال متعددة الطبقات مع المراقبة وإطلاق نار أساسي وثانوي، ونجحت في التسلل إلى عناصرها ذهابًا وإيابًا بين أوروبا الغربية وتركيا حسب الحاجة. لقد وظفت بمهارة وثائق مزورة وتمويه.[بحاجة لمصدر]
في أغسطس 1991، قُتل أندرو بليك، رئيس الاتحاد التجاري البريطاني في إسطنبول، في إطلاق نار. تبنت جبهة–حزب التحرر الشعبي الثوري مقتله. ومع ذلك، أعلن الجناح التركي لحركة الجهاد الاسلامي التركي مسؤوليته عن الجريمة. لقد زُعم أيضا أن Dev Sol مسؤولة عن اغتيال حيرام عباس (عام 1990)، وممدوح أونلوتورك، وإسماعيل سيلين، وعدنان إرسوز، وخلوصي ساين (عامز1991) وكمال كاياكان (عام 1992)، وهم ضباط متقاعدون من الجيش أو المخابرات التركية.[بحاجة لمصدر]
في يناير 1996، اغتالت أوزدمير سابانجي، رجل الأعمال التركي البارز، واثنين آخرين: المساعد هالوك غورغون والسكرتير نيلجون هاسفي. تم تنفيذ عمليات القتل من قبل قتلة مأجورين تم السماح لهم بالوصول إلى أبراج سابانجي من قبل عضوة هي الطالبة فهرية إردال، التي عملت هناك.[بحاجة لمصدر]
في يونيو 1999، حاول عضوان من جبهة–حزب التحرر الشعبي الثوري مسلحين بمسدسات وسلاح خفيف مضاد للدبابات مهاجمة القنصلية العامة للولايات المتحدة في إسطنبول. تم تنفيذ الهجوم للاحتجاج على عملية قوة الحلفاء وتضامنًا مع شعب يوغوسلافيا. لقد قُتل المهاجمان في اشتباك مع الشرطة.

### التصعيد (2001 إلى الوقت الحاضر)
أضافت جبهة–حزب التحرر الشعبي الثوري التفجيرات الانتحارية إلى عملياتها في عام 2001، بهجمات ضد الشرطة التركية في يناير وسبتمبر من ذلك العام. في 10 سبتمبر 2001، فجر انتحاري نفسه وثلاثة أشخاص آخرين في إسطنبول، وكان الهجوم الأكثر دموية الذي نفذته المجموعة.
لكن العمليات الأمنية في تركيا وأماكن أخرى أضعفت التنظيم. لم تشن جبهة–حزب التحرر الشعبي الثوري أي هجمات كبيرة في عام 2003، رغم تفجير حزام ناسف انتحاري تابع لعضوة جبهة–حزب التحرر الشعبي الثوري، سنجول أكورت، عن طريق الصدفة في 20 مايو 2003 في أنقرة، في مرحاض، بينما كانت تستعد للقيام بعمل.
في 24 يوليو 2004، وقع تفجير خاطئ آخر في حافلة في إسطنبول، مما أسفر عن مقتل سميران بولات من جبهة–حزب التحرر الشعبي الثوري وثلاثة أشخاص آخرين وإصابة 15 آخرين.
في 1 يوليو 2005، قُتل أيوب باياز من جبهة–حزب التحرر الشعبي الثوري في أنقرة في محاولة تفجير انتحاري على وزارة العدل.
في أواخر فبراير 2006، أُدينت العضوة فهرية إردال في بلجيكا، بينما كانت رهن الإقامة الجبرية.[بحاجة لمصدر] ومع ذلك، هربت قبل فترة وجيزة من إدانتها ولم يتم العثور عليها.
في 29 أبريل 2009، أصيبت ديدم أكمان من جبهة–حزب التحرر الشعبي الثوري بجروح في محاولتها لاغتيال حكمت سامي ترك في جامعة بيلكنت قبل محاضرة في قانون الدستور. تم القبض على أكمان وشريكها س. أونور يلماز.
في 11 سبتمبر 2012، فجر انتحاري من جبهة–حزب التحرر الشعبي الثوري نفسه في منطقة سلطان غازي في إسطنبول مما أدى إلى مقتله مع ضابط في الشرطة الوطنية التركية. تعرفت الشرطة الوطنية التركية على المهاجم بأنه إبراهيم شهدار، وهو عضو في جبهة–حزب التحرر الشعبي الثوري.
في 11 ديسمبر 2012، قتلت جبهة–حزب التحرر الشعبي الثوري في غازي عثمان باشا أيضًا شرطيًا.[بحاجة لمصدر]
في 1 فبراير 2013، فجر انتحاري من جبهة–حزب التحرر الشعبي الثوري نفسه في السفارة الأمريكية في أنقرة، مما أسفر عن مقتل حارس أمن تركي وإصابة آخرين. تعرفت شرطة إسطنبول على الانتحاري على أنه أجاويد شانلي، وهو عضو في جبهة–حزب التحرر الشعبي الثوري.
في 19 مارس 2013، شن مسلحو جبهة–حزب التحرر الشعبي الثوري هجومًا مزدوجًا على مقر حزب العدالة والتنمية الحاكم ووزارة العدل. أعلنت جبهة–حزب التحرر الشعبي الثوري مسؤوليتها عن الهجمات.
في سبتمبر 2013، هاجم اثنان من أعضاء جبهة–حزب التحرر الشعبي الثوري مقر المديرية العامة للأمن التركي بالصواريخ. كان أحدهما، الذي قُتل في الهجوم، متورطًا في هجوم وقع في 19 مارس على مقر حزب العدالة والتنمية.
في 29 سبتمبر 2013 اشتبك متعاطفون مع جبهة–حزب التحرر الشعبي الثوري وأعضاء منها مع عصابة مخدرات في مال تبة حيث تجد جبهة–حزب التحرر الشعبي الثوري الدعم من السكان المحليين. قُتل في الاشتباكات الناشط اليساري المحلي حسن فريت جيديك. وعقب الاشتباكات، قامت مجموعة مسلحة من أعضاء جبهة–حزب التحرر الشعبي الثوري بدوريات في شوارع مال تبة.
يوم 6 يناير عام 2015، قامت انتحارية بتفجير نفسها في مركز للشرطة في منطقة سلطان أحمد في إسطنبول، مما أسفر عن مقتل ضابط شرطة وإصابة آخر. أعلنت جبهة–حزب التحرر الشعبي الثوري مسؤوليتها عن الهجوم، زاعمةً إنه كان يهدف إلى «معاقبة (قتلة) بيركين إيلفان» و«محاسبة الدولة الفاشية التي تحمي وزراء حزب العدالة والتنمية الفاسدين والسراق». كان بيركين إيلفان صبيًا يبلغ من العمر 15 عامًا قُتل بقنبلة غاز مسيل للدموع أطلقها ضابط شرطة خلال احتجاجات إسطنبول عام 2013. كما زعمت الجماعة أيضا أن المفجر الانتحاري هو إليف سلطان كالسن. وبعد استدعاء عائلة كالسن إلى مركز طبي جنائي للتعرف على الجثة، أنكرت العائلة هذه المزاعم، قائلة أن ابجثة ليست لابنتهم. في 8 يناير 2015، تم التعرف على الجاني على أنها ديانا رامازوفا، وهي مواطنة شيشانية روسية من داغستان. تحقق الشرطة التركية في صلات رامازوفا المحتملة بتنظيم القاعدة أو تنظيم الدولة الإسلامية في العراق والشام. كشف تحقيق إضافي أن المشتبه بها لديها صور مع مسلحين من التنظيم. في 8 يناير أزالت جبهة–حزب التحرر الشعبي الثوري البيان الذي يدعي المسؤولية من موقعها على الإنترنت دون تقديم أي تفسير. وحتى الآن لم يُعرف سبب تحملها المسؤولية عن الهجوم.

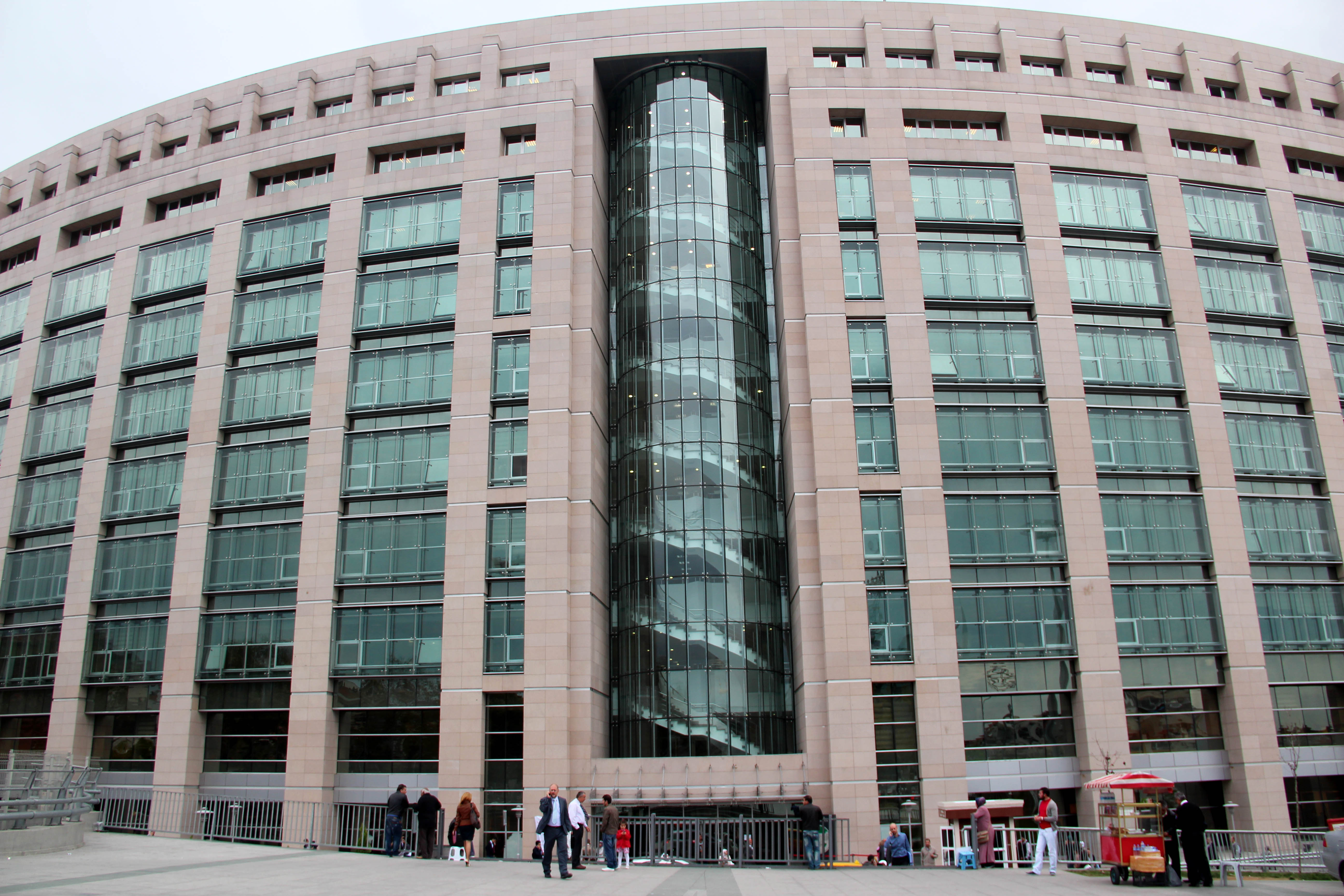
قصر عدل إسطنبول

في 31 مارس 2015، أخذ أعضاء مشتبه بهم من جبهة–حزب التحرر الشعبي الثوري المدعي العام محمد سليم كيراز رهينة في الطابق السادس من قصر عدل جاغلايان بإسطنبول مطالبين الشرطة بالإعلان عن أسماء أربعة من أفراد الأجهزة الأمنية قالوا إنهم على صلة بوفاة بيركين إيلفان. لقد تفاوضت الشرطة مع المسلحين لمدة ست ساعات، لكنها في النهاية اقتحمت مبنى المحكمة «بسبب إطلاق أعيرة نارية من داخل مكتب المدعي العام». قُتل المسلحان خلال العملية فيما أصيب المدعي العام بجروح بالغة وتوفي فيما بعد متأثرًا بجراحه.
في 26 يوليو، في إسطنبول، قُتل شرطي بالرصاص في حي غازي.
في 10 أغسطس 2015، شنت سيدتان من جبهة–حزب التحرر الشعبي الثوري هجومًا على القنصلية الأمريكية في إسطنبول؛ تم القبض على إحدى المهاجمتين، وتدعى هاتيس آسيك، مع بندقيتها.
في 19 مارس 2020، ألقت الشرطة اليونانية القبض على أكثر من 20 عضوًا في جبهة–حزب التحرر الشعبي الثوري.
في عام 2020، ألقت قوات الأمن التركية القبض على أكثر من 301 من أعضاء جبهة–حزب التحرر الشعبي الثوري.
من عام 2015 إلى عام 2021، زعمت قوات الأمن التركية أنها قتلت 16 عضوًا رفيع المستوى في جبهة–حزب التحرر الشعبي الثوري، و401 من KPP، و9 من الحزب الشيوعي التركي، و6 من الحزب الشيوعي التركي (الماركسي – اللينيني).

## ملخص الوفيات
هذا ملخص لمصادر ثانوية عن قتلى تمرد جبهة–حزب التحرر الشعبي الثوري. قُتل ما لا يقل عن 36 شخصًا منذ عام 1990، بما في ذلك 15 على الأقل منذ عام 2012.
- 1990 - اغتيال حيرام عباس
- 1991 - اغتيال 6 (أندرو بليك، وجون غاندي، وممدوح أونلوتورك، وإسماعيل سيلين، وعدنان إرسوز، وخلوصي ساين)
- 1992 - اغتيال كمال كاياكان
- 1996 - اغتيال أوزدمير سابانجي ومواطنين تركيين آخرين
- 2001 - 6 قتلى في تفجيرين انتحاريين في إسطنبول (بينهم اثنان من الجناة)[4][37]
- 2003 - مقتل ناشط من جبهة–حزب التحرر الشعبي الثوري في حادث تفجير[5]
- 2004 - 4 قتلى (بينهم المفجر) في حادث تفجير حافلة
- 2005 - مقتل ناشط من جبهة–حزب التحرر الشعبي الثوري في حادث تفجير
- 2012 - مقتل شخصين في هجوم انتحاري من خلال جبهة–حزب التحرر الشعبي الثوري (بما في ذلك الجاني)[8]
- 2013- قصف السفارة الأمريكية في فبراير أسفر عن مقتل شخصين (بمن فيهم الجاني)؛ في 1 سبتمبر قتل مسلح من جبهة–حزب التحرر الشعبي الثوري؛ قتل مدني في أعمال عنف مرتبطة بجبهة–حزب التحرر الشعبي الثوري في وقت لاحق من ذلك الشهر أيضًا.
- 2015 - مقتل شخصين في تفجير انتحاري في يناير 2015، تبنته جبهة–حزب التحرر الشعبي الثوري؛ 3 قتلى في أزمة الرهائن في مارس 2015 (بينهم 2 مهاجمين).[38]
- 2016 - مقتل متشدد واحد من جبهة–حزب التحرر الشعبي الثوري في هجوم على مركز للشرطة في 21 فبراير 2016.[39] مقتل 2 من مقاتلي جبهة–حزب التحرر الشعبي الثوري في هجوم على مركز للشرطة في 2 مارس 2016.[40] في 30 مارس، قُتل مسلح من حزب جبهة–حزب التحرر الشعبي الثوري في هجوم على مركز للشرطة.[41]
- 2017 - قُتل مسلح واحد من جبهة–حزب التحرر الشعبي الثوري على يد قوات الأمن التركية في 22 يناير 2017، وكان المسلح قد هاجم سابقًا مباني الشرطة وحزب العدالة والتنمية في إسطنبول في 21 يناير.[42] في 6 مايو 2017، قُتل مسلح من جبهة–حزب التحرر الشعبي الثوري في تبادل لإطلاق النار مع الشرطة، كما تم القبض على اثنين من المسلحين المشتبه بهم.[43] قُتل مسلح واحد من جبهة–حزب التحرر الشعبي الثوري على يد قوات الأمن التركية في 13 يونيو 2017.[44]

## روابط خارجية
- Halkin Sesi - بوابة إخبارية متعلقة بجبهة–حزب التحرر الشعبي الثوري
- Yürüyüş - صحيفة ذات صلة بجبهة–حزب التحرر الشعبي الثوري نسخة محفوظة 18 يونيو 2017 على موقع واي باك مشين.